# 카카오 아이
카카오 아이(Kakao i)는 카카오 (기업)에서 개발한 인공지능(AI) 플랫폼이다. ‘Kakao i’는 카카오가 보유한 핵심 기술로, 음성을 알아듣고, 대화를 이해하며, 이미지를 인식하고, 수많은 데이터를 확인하여 사용자가 원하는 것을 정확히 찾아줄 수 있다.

## Kakao i 인공지능 플랫폼

Kakao i 플랫폼

카카오의 AI 핵심 기술이 결합된 통합 인공지능 플랫폼

## Kakao i Inside

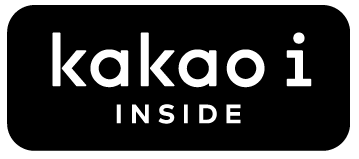
kakao i inside

‘Kakao i Inside’는 일반 제품이나 서비스에 ‘Kakao i’의 기술 일부, 혹은 전체가 적용돼 사용자에게 새롭고 더 편리한 경험을 제공하는 경우 부여되는 기술 보증 브랜드이자 인증 마크이다.

## Kakao i Open Builder
‘Kakao i Open Builder’(웹 페이지 바로가기)는 누구에게나 제공되는 ‘Kakao i’ 개발 플랫폼이다. 이 플랫폼을 통해 파트너들은 보다 쉽고 빠르게 ‘Kakao i’의 기술을 활용할 수 있으며, 사용자들은 더 확장된 ‘Kakao i’의 기능을 만날 수 있다.

## kakao Ai engine
- 시각엔진[3]
  - 얼굴 검출 : 이미지내 모든 사람의 얼굴 위치를 찾고, 3D 각도, 나이, 성별 예측하는 기술
    - 데모 바로가기 보관됨 2019-08-02 - 웨이백 머신

  - 상품 검출 : 이미지에 포함된 상품들의 위치와 종류를 검출하는 기술
    - 데모 바로가기 보관됨 2019-08-02 - 웨이백 머신

  - 스마트 썸네일 : 이미지를 분석하여 서비스 니즈에 맞는 썸네일 자동 생성하는 기술
    - 데모 바로가기 보관됨 2019-08-02 - 웨이백 머신

  - 멀티 태그 생성 : 이미지에서 각종 정보를 추출하여 여러 가지 태그를 생성하는 기술
    - 데모 바로가기 보관됨 2019-08-02 - 웨이백 머신

  - 성인 이미지 판별 : 이미지가 성인물에 해당하는지 판별하는 기술
    - 데모 바로가기 보관됨 2019-08-02 - 웨이백 머신

  - 유사 이미지 검색 : 입력된 이미지와 비슷한 이미지를 빠르고 정확하게 찾아주는 기술
  - 꽃 검색 : 꽃 이미지를 분석하여 정확한 품종을 알려주는 기술
  - 얼굴 인식 : 이미지속의 얼굴이 누구인지 인식하는 기술
  - 헤어 컬러 변환 : 이미지속 헤어 컬러를 가상으로 변환하여 보여주는 기술
  - OCR : 사진이나 이미지에 포함된 문자 영역과 문자를 인식하는 기술

- 음악 엔진[4]
  - 방금그곡 : TV, 라디오 방송에 나오는 음원을 실시간으로 인식하는 기술
  - 음악 검색 : 음악 소리를 듣고 해당 곡의 정보를 알려주는 기술
  - 음악 태깅 : 곡에 따라 19개의 감성, 61개의 tag를 추출하는 기술

- 음성 엔진[5]
  - 음성합성 : Text를 분석하여 음성으로 변환하는 기술
    - 데모 바로가기 보관됨 2021-10-24 - 웨이백 머신

  - 음성인식 : 음성을 분석하여 Text로 변환하는 기술
    - 데모 바로가기 보관됨 2021-10-24 - 웨이백 머신

  - 핵심어 검출 : 음성에서 특정 키워드를 추출해서 인식하는 기술
  - 화자 인식 : 입력된 음성을 미리 등록된 DB와 비교하여 화자가 누구인지 식별하는 기술

- 번역 엔진[6]
  - 번역 : 다국어 번역 처리 기술을 적용해 언어간 소통을 원활하게 하는 기술
    - 번역 서비스 바로가기

- 대화 엔진[7]
  - 맞춤법 검사기 : 한국어 맞춤법 교정안에 기반하여 문법, 띄어쓰기, 철자, 외래 표기 오류 등을 교정하는 기술
    - 맞춤법 검사기 바로가기

  - 형태소 분석기 : 단어에서 의미를 가지는 최소 단위로 분해하는 기술
    - khaiii 바로가기

  - MRC : 사용자 질의에 답을 찾아주는 검색기술
  - 미니미 : 딥러닝 기반 스몰톡 서비스
  - 심슨 : 질문과 가장 유사한 의미의 정답을 찾아주는 기술

- 추천 엔진[8]
  - 개인화 모델링 : 사용자의 행동 정보와 프로필, 통계 정보 등을 바탕으로 취향, 의도 등을 추정, 예측하는 기술
  - 콘텐츠 모델링 : 음악, 텍스트, 이미지, 동영상 기반의 콘텐츠를 분석하는 기술
  - 맥락 모델링 : 적재 적소에 필요한 콘텐츠, 정보를 제공해주기 위한 기술

## 지원 제품
- 카카오 미니
- 카카오홈
- 헤이카카오 앱[9]
- 카카오내비[10]
- 현대자동차 소나타[11]